# 薩巴特斯 (緬因州普查規定居民點)
薩巴特斯（英語：Sabattus）是位於美國緬因州安德羅斯科金縣的一個普查規定居民點。

## 人口
根據2020年美國人口普查的數據，薩巴特斯的面積為2.91平方千米，當中陸地面積為1.82平方千米，而水域面積為1.09平方千米。當地共有人口787人，而人口密度為每平方千米270.45人。